# Comparettia chiribogae
Comparettia chiribogae är en orkidéart som först beskrevs av Dodson, och fick sitt nu gällande namn av Mark W. Chase och Norris Hagan Williams. Comparettia chiribogae ingår i släktet Comparettia, och familjen orkidéer. Inga underarter finns listade i Catalogue of Life.